# Hesperantha ballii
Hesperantha ballii là một loài thực vật có hoa trong họ Diên vĩ. Loài này được Wild miêu tả khoa học đầu tiên năm 1964.